# 카이조 (잡지)
《카이조》(改造, 개조)는 1919년부터 1955년까지 발간한 일본의 월간 종합 잡지이다.
1919년 제1차 세계 대전 종전 후 야마모토 사네히코(山本 実彦)가 창간하였다. 러시아 10월 혁명의 영향을 받아 사회주의 등이 주로 다루어졌으며 가가와 도요히코, 가와카미 하지메, 야마카와 히토시 등이 평론을 기고했다. 또한 시가 나오야, 요코미쓰 리이치, 다니자키 준이치로의 소설이 연재되었다. 1921년부터 1923년까지 버트란드 러셀의 기고문을 게재하였으며, 1922년 알베르트 아인슈타인의 초청강연을 주선하여 강연록을 게재했다.
1944년 폐간하였다가 1946년 복간하였다. 1952년 창간인인 야마모토가 사망하면서 쇠퇴하였고 1955년 2월호를 마지막으로 폐간하였다.

## 같이 보기
- 주오고론